# Alfred Reade Godwin-Austen
Alfred Reade Godwin-Austen (ur. 17 kwietnia 1889 we Frensham, zm. 20 marca 1963 w Maidenhead) – brytyjski wojskowy, generał, żołnierz obu wojen światowych.

## Wczesne życie i kariera wojskowa
Urodził się we Frensham w hrabstwie Surrey 17 kwietnia 1889 roku jako drugi syn podpułkownika A.G. Godwina-Austena. Kształcił się w St. Lawrence College w Ramsgate, a później w Royal Military College w Sandhurst, aby rozpocząć karierę wojskową, podążając śladami zarówno ojca, jak i pradziadka.
Był prawnukiem generała Henry’ego Godwina (1784–1853), który dowodził siłami brytyjskimi i indyjskimi podczas II wojny angielsko-birmańskiej. Jego wujem był kartograf Henry Haversham Godwin-Austen, na cześć którego nazwano drugą co do wysokości górę w paśmie Karakorum; dziś ta góra jest lepiej znana jako K2.
Po ukończeniu nauki w Sandhurst, Godwin-Austen został w 1909 r. powołany na podporucznika pułku South Wales Borderers. Podczas I wojny światowej został odznaczony Krzyżem Wojskowym i dwukrotnie wymieniony w sprawozdaniach (Mentioned in Despatches), gdy służył jako oficer sztabowy w 13 (Zachodniej) Dywizji w ramach Armii Kitchenera, na Gallipoli, w Palestynie i Mezopotamii.

## Dwudziestolecie międzywojenne
Uczęszczał do Staff College w Camberley od 1924 do 1925 roku wraz z innymi przeszłymi generałami, takimi jak Ivor Thomas, Noel Beresford-Peirse, Vyvyan Pope, Douglas Graham, Michael O'Moore Creagh, Daril Watson, Archibald Nye, Humfrey Gale i Noel Irwin, z których wszyscy doszli do najwyższego szczebla dowództwa w następnej wojnie. Służył na wielu stanowiskach sztabowych w War Office, aż do otrzymania stanowiska instruktora w Royal Military College w Sandhurst. Ze względu na brak awansu we własnym pułku, przeniósł się do pułku Lekkiej Piechoty Duke of Cornwall’s i dowodził jego 2. batalionem w latach 1936–1937. Został powołany do brytyjskiej misji wojskowej przy armii egipskiej od 1937 do 1938 roku, a następnie, podczas arabskiego buntu w Palestynie, kolejno na dowódcę 13 i 14 Brygady Piechoty. To drugie stanowisko pełnił do sierpnia 1939 roku, na krótko przed wybuchem II wojny światowej.

## II wojna światowa
W momencie wybuchu wojny we wrześniu 1939 r. Godwin-Austen, wymieniony w sprawozdaniach za służbę w Palestynie, awansował do stopnia brevet generała majora na stanowisko dowódcy 8 Dywizji Piechoty. Gen. Bernard Law Montgomery zrezygnował z dowodzenia tą jednostką i wrócił do Anglii, aby dowodzić 3 Dywizją Piechoty. Źle wyposażona i nieliczna 8 Dywizja odpowiadała za bezpieczeństwo wewnętrzne w brytyjskim mandacie Palestyny. Po rozwiązaniu dywizji w lutym 1940 r. Godwin-Austen został mianowany dowódcą 2 Dywizji Afrykańskiej, która formowała się w Kenii. Został ponownie wymieniony w sprawozdaniach w lipcu 1940 r.
W połowie sierpnia został wysłany do Somali Brytyjskiego, by przejąć dowództwo nad siłami brytyjskimi podczas włoskiej inwazji. Jego wycofanie się w decydującej bitwie pod Tug Argan oznaczało załamanie się całej brytyjskiej obrony, ale pozwoliło prawie całemu kontyngentowi Brytyjskiej Wspólnoty Narodów na wycofanie się do Berbery i ewakuację drogą morską do Adenu. Szacuje się, że straty Wspólnoty Narodów w tej krótkiej kampanii były wyjątkowo niskie, około 260 (38 zabitych, 102 rannych i 120 zaginionych).
Premier Winston Churchill, urażony utratą brytyjskiego prestiżu, skrytykował generała Archibalda Wavella, głównodowodzącego sił brytyjskich na Bliskim Wschodzie. Z powodu niewielkich ofiar Churchill uznał, że Brytyjczycy opuścili kolonię bez wystarczające walki i zażądał zawieszenia w obowiązkach Godwina-Austena oraz wszczęcia śledztwa przeciwko niemu.
Wavell twierdził, że obrona Somali Brytyjskiego była podręcznikowym wycofaniem się w obliczu przewagi liczebnej wroga. Zwrócił uwagę Churchillowi, że „wysoki rachunek strat nie jest oznaką dobrego taktyka”. Według współpracowników Churchilla, riposta Wavella wywołał w premierze większą wściekłość, niż kiedykolwiek u niego widzieli. Wavell nie zgodził się na żądanie Churchilla wobec Godwina-Austena i 12 września mianował go dowódcą jednej z dywizji w Kenii. Churchill miał zachować do niego urazę.
Podczas kampanii wschodnioafrykańskiej Godwin-Austen dowodził 2 Dywizją Afrykańską (przemianowaną na 12 Dywizję Afrykańską) w ramach East Africa Force, dowodzonych przez generała porucznika Alana Cunninghama, w jej natarciu z Kenii na Włoską Afrykę Wschodnią. Jego dywizja najechała na Somali Włoskie 11 lutego i pod koniec lutego odniosła zdecydowane zwycięstwo nad siłami włoskimi pod Gelib. Po zajęciu Mogadiszu Cunningham skierował swoje siły w głąb lądu przez pustynię Ogaden do Etiopii i wkroczył do Addis Abeby 6 kwietnia.
Pod koniec kampanii został awansowany na swoje ostatnie stanowisko bojowe, prowadząc Western Desert Force (które stały się XIII Korpusem) w kampanii północnoafrykańskiej. Podczas operacji Crusader głośno sprzeciwiał się sugestii gen. Alana Cunninghama, dowodzącego już 8 Armią, a więc ponownie jego bezpośredniego przełożonego, aby po niepowodzeniu ofensywy wojsk niemiecko-włoskich oddziały brytyjskie przeszły do obrony. Ówczesny głównodowodzący na Bliskim Wschodzie, gen. Claude Auchinleck, zdecydował się kontynuować ofensywę; operacja Crusader doprowadziła do odciążenia oblężonego Tobruku i zepchnięcia sił Osi z powrotem do El Agheila, a Cunningham został zwolniony ze swojego dowództwa.

Kiedy Afrika Korps kontratakował w styczniu 1942 r., alianci zostali zmuszeni do wycofania się w nieładzie. Godwin-Austen widząc, że jedna z jego dywizji, 4 Indyjska Dywizja Piechoty jest zagrożona zniszczeniem, po konsultacji z następcą Cunninghama, gen. por. Neilem Ritchiem, nakazał jej wycofanie się. Ritchie zmienił jednak zdanie i skierował przeciwstawny rozkaz bezpośrednio do gen. Francisa Tukera, dowódcy dywizji. Uważając, że Ritchie zademonstrował w ten sposób brak zaufania do niego, Godwin-Austen złożył rezygnację na ręce Auchinlecka, który niechętnie ją przyjął. Tuker miał później pisać o rezygnacji Godwina-Austena: 

Jego odejście było ostatnią z wielu błędnych ocen, które zaczęły podważać zaufanie do dowódców. Utraciliśmy niewłaściwego człowieka

Pomimo wsparcia gen. Alana Brooke’a, szefa Imperialnego Sztabu Generalnego i Jamesa Grigga, ministra wojny, Churchill był początkowo zdeterminowany, by nie powierzyć Godwin-Austenowi nowego stanowiska. Premier ustąpił w listopadzie po interwencji południowoafrykańskiego marszałka Jana Smutsa, a Godwina-Austena mianowano szefem działu analiz taktycznych (Directorate of Tactical Investigation) w War Office. Następnie został zastępcą kwatermistrza generalnego w War Office, po zakończeniu wojny kwatermistrzem generalnym, a następnie głównym oficerem administracyjnym w Indiach, podlegającym dowódcy generalnemu Claude’owi Auchinleckowi.

## Powojenne losy
W 1946 r. otrzymał szlachectwo, a 5 marca 1947 r. przeszedł na emeryturę wojskową po uzyskaniu stopnia pełnego generała. W latach 1946–1947 pełnił funkcję przewodniczącego Oddziału Południowo-Zachodniego National Coal Board, był także honorowym pułkownikiem pułku South Wales Borderers od 1950 do 1954 roku. Zmarł po długiej chorobie w Maidenhead 20 marca 1963 r.